# Подвійна ка мета
Дабл ка мета — це індійський пудинг із смажених скибочок хліба, змочених у гарячому молоці зі спеціями, зокрема шафраном і кардамоном. Подвійна ка мета — це десерт Гайдарабада. Він популярний у кухні Гайдерабада, його подають на весіллях і вечірках. Дабл ка мета відноситься до молочного хліба, який на місцевих індіанських діалектах називається «подвійний роті», оскільки після випікання він розбухає майже вдвічі від початкового розміру.